# Windy (альбом)
| Оценки критиков               | Оценки критиков |
| Источник                      | Оценка          |
| ----------------------------- | --------------- |
| AllMusic                      | [ 1 ]           |
| Encyclopedia of Popular Music | [ 2 ]           |

Windy — шестой студийный альбом бразильской певицы Аструд Жилберту, выпущенный в 1968 году на лейбле Verve Records. Продюсером альбома стал Пит Спарго, аранжировками занимались Эумир Деодато, Дон Себески и Патрик Уильямс.

## Отзывы критиков
В журнале Billboard отметили, что это ещё одна восхитительная коллекция плавно переданных поп-мелодий с искрометным голосом мисс Аструд Жилберту, и добавили, что она энергична и утончённа в своих обработках.

## Список композиций
| №  | Название                 | Автор(ы)                        | Длительность |
| -- | ------------------------ | ------------------------------- | ------------ |
| 1. | «Dreamy»                 | Луис Бонфа                      | 2:05         |
| 2. | «Chup, Chup, I Got Away» | Маркос Валле                    | 2:09         |
| 3. | «Never My Love»          | Дон Аддриси                     | 2:53         |
| 4. | «Lonely Afternoon»       | Роберт Максвелл, Патрик Уильямс | 3:25         |
| 5. | «On My Mind»             | Эумир Деодато, Норман Гимбел    | 2:44         |
| 6. | «The Bare Necessities»   | Терри Гилкисон                  | 2:37         |

| №  | Название                     | Автор(ы)                   | Длительность |
| -- | ---------------------------- | -------------------------- | ------------ |
| 1. | «Windy»                      | Рутман Фридман             | 2:49         |
| 2. | «Sing Me a Rainbow»          | Эстель Левитт, Лу Столлман | 2:11         |
| 3. | «In My Life»                 | Джон Леннон, Пол Маккартни | 2:29         |
| 4. | «Crickets Sing for Anamaria» | Маркос Валле               | 1:36         |
| 5. | «Where Are They Now?»        | Брэдфорд Крайг, Тай Уитни  | 3:11         |